# Neoemdenia mirabilis
Neoemdenia mirabilis är en tvåvingeart som beskrevs av Louis-Paul Mesnil 1953. Neoemdenia mirabilis ingår i släktet Neoemdenia och familjen parasitflugor. Inga underarter finns listade i Catalogue of Life.